# Dasineura florida
Dasineura florida är en tvåvingeart som först beskrevs av Ephraim Porter Felt 1908.  Dasineura florida ingår i släktet Dasineura och familjen gallmyggor.
Artens utbredningsområde är Florida. Inga underarter finns listade i Catalogue of Life.